# Vuelta a España 2018
Vuelta a España 2018 var den 73. udgave af Vuelta a España. Det blev arrangeret i perioden 25. august til 16. september 2018. Løbet startede i Málaga.
Løbet blev vundet af Simon Yates foran Enric Mas og Miguel Ángel López. Det var den tredje brite som vandt en Grand Tour i 2018, og det yngste Grand Tour-podie siden 1936.

## Hold og ryttere
| UCI WorldTeams (18)- AG2R La Mondiale - Astana - Bahrain-Merida - BMC Racing Team - Bora-Hansgrohe - Dimension Data - EF Education First-Drapac p/b Cannondale - Groupama-FDJ - Katusha-Alpecin - Lotto NL-Jumbo - Lotto Soudal - Mitchelton-Scott - Movistar Team - Quick-Step Floors - Sky - Team Sunweb - Trek-Segafredo - UAE Team Emirates UCI Professionelle kontinentalthold (4)- Burgos-BH - Caja Rural-Seguros RGA - Cofidis, Solutions Crédits - Euskadi Basque Country-Murias |
| |

| Nationer                                                                   | Antal ryttere |
| -------------------------------------------------------------------------- | ------------- |
| Spanien                                                                    | 37            |
| Italien                                                                    | 20            |
| Frankrig                                                                   | 18            |
| Belgien                                                                    | 14            |
| Holland                                                                    | 13            |
| Australien                                                                 | 11            |
| Colombia                                                                   | 7             |
| Tyskland, USA                                                              | 6             |
| Portugal, Storbritannien, Østrig                                           | 4             |
| Polen, Rusland, Sydafrika                                                  | 3             |
| Canada, Danmark, Eritrea, Irland, Kasakhstan, Norge, Slovenien, Schweiz    | 2             |
| Costa Rica, Ecuador, Luxembourg, New Zealand, Slovakiet, Tjekkiet, Ukraine | 1             |

### Danske ryttere
- Kasper Asgreen kører for Quick-Step Floors
- Michael Mørkøv kører for Quick-Step Floors

## Etaperne
| Etape     | Dato      | Start – Mål                             | type              | Afstand (km) | Etapevinder          | Førende rytter     |
| --------- | --------- | --------------------------------------- | ----------------- | ------------ | -------------------- | ------------------ |
| 1. etape  | 25. aug.  | Málaga – Málaga                         | enkeltstart       | 8            | Rohan Dennis         | Rohan Dennis       |
| 2. etape  | 26. aug.  | Marbella – Caminito del Rey             | flad etape        | 163,5        | Alejandro Valverde   | Michał Kwiatkowski |
| 3. etape  | 27. aug.  | Mijas – Alhaurín de la Torre            | middel bjergetape | 178,2        | Elia Viviani         | Michał Kwiatkowski |
| 4. etape  | 28. aug.  | Vélez-Málaga – Alfacar                  | middel bjergetape | 161,4        | Ben King             | Michał Kwiatkowski |
| 5. etape  | 29. aug.  | Granada – Roquetas de Mar               | middel bjergetape | 188,7        | Simon Clarke         | Rudy Molard        |
| 6. etape  | 30. aug.  | Huércal-Overa – San Javier (Murcia)     | flad etape        | 155,7        | Nacer Bouhanni       | Rudy Molard        |
| 7. etape  | 31. aug.  | Puerto Lumbreras – Pozo Alcón           | flad etape        | 185,7        | Tony Gallopin        | Rudy Molard        |
| 8. etape  | 1. sep.   | Linares – Almadén                       | flad etape        | 195,1        | Alejandro Valverde   | Rudy Molard        |
| 9. etape  | 2. sep.   | Talavera de la Reina – La Covatilla     | bjergetape        | 200,8        | Ben King             | Simon Yates        |
|           | 3. sept.  | Hviledag                                | Hviledag          |              |                      |                    |
| 10. etape | 4. sep.   | Salamanca – Bermillo de Sayago          | flad etape        | 177          | Elia Viviani         | Simon Yates        |
| 11. etape | 5. sep.   | Mombuey – Ribeira Sacra                 | middel bjergetape | 207,8        | Alessandro De Marchi | Simon Yates        |
| 12. etape | 6. sep.   | Mondoñedo – Estaca de Bares             | middel bjergetape | 181,1        | Alexandre Geniez     | Jesús Herrada      |
| 13. etape | 7. sep.   | Candás – La Camperona                   | bjergetape        | 174,8        | Óscar Rodríguez      | Jesús Herrada      |
| 14. etape | 8. sep.   | Cistierna – Les Praeres                 | bjergetape        | 171          | Simon Yates          | Simon Yates        |
| 15. etape | 9. sep.   | Ribera de Arriba – Lagos de Covadonga   | bjergetape        | 178,2        | Thibaut Pinot        | Simon Yates        |
|           | 10. sept. | Hviledag                                | Hviledag          |              |                      |                    |
| 16. etape | 11. sep.  | Santillana del Mar – Torrelavega        | enkeltstart       | 32           | Rohan Dennis         | Simon Yates        |
| 17. etape | 12. sep.  | Getxo – Oiz                             | middel bjergetape | 157          | Michael Woods        | Simon Yates        |
| 18. etape | 13. sep.  | Ejea de los Caballeros – Lleida         | flad etape        | 186,1        | Jelle Wallays        | Simon Yates        |
| 19. etape | 14. sep.  | Lleida – Andorra                        | flad etape        | 154,4        | Thibaut Pinot        | Simon Yates        |
| 20. etape | 15. sep.  | Escaldes-Engordany – Coll de la Gallina | bjergetape        | 97,3         | Enric Mas            | Simon Yates        |
| 21. etape | 16. sep.  | Alcorcón – Madrid                       | flad etape        | 100,9        | Elia Viviani         | Simon Yates        |

## Resultater
| \| Samlede stilling \| Samlede stilling \| Samlede stilling \| Samlede stilling \| Samlede stilling \| \| Rytter \| Rytter \| Hold \| Tid \| \| \| ---------------- \| ------------------ \| ------------------------- \| ---------------- \| ---------------- \| \| 1. \| Simon Yates \| Mitchelton-Scott \| 82t 05' 58" \| \| \| 2. \| Enric Mas \| Quick-Step Floors \| + 1' 46" \| \| \| 3. \| Miguel Ángel López \| Astana \| + 2' 04" \| \| \| 4. \| Steven Kruijswijk \| LottoNL-Jumbo \| + 2' 54" \| \| \| 5. \| Alejandro Valverde \| Movistar Team \| + 4' 28" \| \| \| 6. \| Thibaut Pinot \| Groupama-FDJ \| + 5' 57" \| \| \| 7. \| Rigoberto Urán \| EF Education First-Drapac \| + 6' 07" \| \| \| 8. \| Nairo Quintana \| Movistar Team \| + 6' 51" \| \| \| 9. \| Jon Izagirre \| Bahrain-Merida \| + 11' 09" \| \| \| 10. \| Wilco Kelderman \| Team Sunweb \| + 11' 11" \| \| \| 11. \| Tony Gallopin \| AG2R La Mondiale \| + 12' 10" \| \| \| 12. \| Emanuel Buchmann \| Bora-Hansgrohe \| + 14' 06" \| \| \| 13. \| Rafał Majka \| Bora-Hansgrohe \| + 17' 57" \| \| \| 14. \| Rudy Molard \| Groupama-FDJ \| + 25' 40" \| \| \| 15. \| David de la Cruz \| Team Sky \| + 28' 02" \| \| \| 16. \| Gianluca Brambilla \| Trek-Segafredo \| + 30' 00" \| \| \| 17. \| Mikel Bizkarra \| Euskadi-Murias \| + 35' 46" \| \| \| 18. \| Richard Carapaz \| Movistar Team \| + 39' 53" \| \| \| 19. \| Jack Haig \| Mitchelton-Scott \| + 45' 32" \| \| \| 20. \| Ilnur Sakarin \| Katusha-Alpecin \| + 51' 36" \| \| |                    |                           |             |
| |                    |                           |             |
| Kilde: ProCyclingStats |                    |                           |             |
| Samlede stilling |                    |                           |             |
| Rytter | Rytter             | Hold                      | Tid         |
| 1. | Simon Yates        | Mitchelton-Scott          | 82t 05' 58" |
| 2. | Enric Mas          | Quick-Step Floors         | + 1' 46"    |
| 3. | Miguel Ángel López | Astana                    | + 2' 04"    |
| 4. | Steven Kruijswijk  | LottoNL-Jumbo             | + 2' 54"    |
| 5. | Alejandro Valverde | Movistar Team             | + 4' 28"    |
| 6. | Thibaut Pinot      | Groupama-FDJ              | + 5' 57"    |
| 7. | Rigoberto Urán     | EF Education First-Drapac | + 6' 07"    |
| 8. | Nairo Quintana     | Movistar Team             | + 6' 51"    |
| 9. | Jon Izagirre       | Bahrain-Merida            | + 11' 09"   |
| 10. | Wilco Kelderman    | Team Sunweb               | + 11' 11"   |
| 11. | Tony Gallopin      | AG2R La Mondiale          | + 12' 10"   |
| 12. | Emanuel Buchmann   | Bora-Hansgrohe            | + 14' 06"   |
| 13. | Rafał Majka        | Bora-Hansgrohe            | + 17' 57"   |
| 14. | Rudy Molard        | Groupama-FDJ              | + 25' 40"   |
| 15. | David de la Cruz   | Team Sky                  | + 28' 02"   |
| 16. | Gianluca Brambilla | Trek-Segafredo            | + 30' 00"   |
| 17. | Mikel Bizkarra     | Euskadi-Murias            | + 35' 46"   |
| 18. | Richard Carapaz    | Movistar Team             | + 39' 53"   |
| 19. | Jack Haig          | Mitchelton-Scott          | + 45' 32"   |
| 20. | Ilnur Sakarin      | Katusha-Alpecin           | + 51' 36"   |

| Samlede stilling | Samlede stilling   | Samlede stilling          | Samlede stilling | Samlede stilling |
| Rytter           | Rytter             | Hold                      | Tid              |                  |
| ---------------- | ------------------ | ------------------------- | ---------------- | ---------------- |
| 1.               | Simon Yates        | Mitchelton-Scott          | 82t 05' 58"      |                  |
| 2.               | Enric Mas          | Quick-Step Floors         | + 1' 46"         |                  |
| 3.               | Miguel Ángel López | Astana                    | + 2' 04"         |                  |
| 4.               | Steven Kruijswijk  | LottoNL-Jumbo             | + 2' 54"         |                  |
| 5.               | Alejandro Valverde | Movistar Team             | + 4' 28"         |                  |
| 6.               | Thibaut Pinot      | Groupama-FDJ              | + 5' 57"         |                  |
| 7.               | Rigoberto Urán     | EF Education First-Drapac | + 6' 07"         |                  |
| 8.               | Nairo Quintana     | Movistar Team             | + 6' 51"         |                  |
| 9.               | Jon Izagirre       | Bahrain-Merida            | + 11' 09"        |                  |
| 10.              | Wilco Kelderman    | Team Sunweb               | + 11' 11"        |                  |
| 11.              | Tony Gallopin      | AG2R La Mondiale          | + 12' 10"        |                  |
| 12.              | Emanuel Buchmann   | Bora-Hansgrohe            | + 14' 06"        |                  |
| 13.              | Rafał Majka        | Bora-Hansgrohe            | + 17' 57"        |                  |
| 14.              | Rudy Molard        | Groupama-FDJ              | + 25' 40"        |                  |
| 15.              | David de la Cruz   | Team Sky                  | + 28' 02"        |                  |
| 16.              | Gianluca Brambilla | Trek-Segafredo            | + 30' 00"        |                  |
| 17.              | Mikel Bizkarra     | Euskadi-Murias            | + 35' 46"        |                  |
| 18.              | Richard Carapaz    | Movistar Team             | + 39' 53"        |                  |
| 19.              | Jack Haig          | Mitchelton-Scott          | + 45' 32"        |                  |
| 20.              | Ilnur Sakarin      | Katusha-Alpecin           | + 51' 36"        |                  |

| Pointkonkurrence | Pointkonkurrence   | Pointkonkurrence  | Pointkonkurrence | Pointkonkurrence |
| Rytter           | Rytter             | Hold              | Point            |                  |
| ---------------- | ------------------ | ----------------- | ---------------- | ---------------- |
| 1.               | Alejandro Valverde | Movistar Team     | 131 point        |                  |
| 2.               | Peter Sagan        | Bora-Hansgrohe    | 119 point        |                  |
| 3.               | Elia Viviani       | Quick-Step Floors | 105 point        |                  |
| 4.               | Simon Yates        | Mitchelton-Scott  | 104 point        |                  |
| 5.               | Miguel Ángel López | Astana            | 103 point        |                  |
| 6.               | Thibaut Pinot      | Groupama-FDJ      | 95 point         |                  |
| 7.               | Dylan Teuns        | BMC Racing Team   | 93 point         |                  |
| 8.               | Steven Kruijswijk  | LottoNL-Jumbo     | 80 point         |                  |
| 9.               | Danny van Poppel   | LottoNL-Jumbo     | 80 point         |                  |
| 10.              | Giacomo Nizzolo    | Trek-Segafredo    | 76 point         |                  |

| Pointkonkurrence | Pointkonkurrence   | Pointkonkurrence  | Pointkonkurrence | Pointkonkurrence |
| Rytter           | Rytter             | Hold              | Point            |                  |
| ---------------- | ------------------ | ----------------- | ---------------- | ---------------- |
| 1.               | Alejandro Valverde | Movistar Team     | 131 point        |                  |
| 2.               | Peter Sagan        | Bora-Hansgrohe    | 119 point        |                  |
| 3.               | Elia Viviani       | Quick-Step Floors | 105 point        |                  |
| 4.               | Simon Yates        | Mitchelton-Scott  | 104 point        |                  |
| 5.               | Miguel Ángel López | Astana            | 103 point        |                  |
| 6.               | Thibaut Pinot      | Groupama-FDJ      | 95 point         |                  |
| 7.               | Dylan Teuns        | BMC Racing Team   | 93 point         |                  |
| 8.               | Steven Kruijswijk  | LottoNL-Jumbo     | 80 point         |                  |
| 9.               | Danny van Poppel   | LottoNL-Jumbo     | 80 point         |                  |
| 10.              | Giacomo Nizzolo    | Trek-Segafredo    | 76 point         |                  |

| Bjergkonkurrence | Bjergkonkurrence   | Bjergkonkurrence           | Bjergkonkurrence | Bjergkonkurrence |
| Rytter           | Rytter             | Hold                       | Point            |                  |
| ---------------- | ------------------ | -------------------------- | ---------------- | ---------------- |
| 1.               | Thomas De Gendt    | Lotto-Soudal               | 95 point         |                  |
| 2.               | Bauke Mollema      | Trek-Segafredo             | 83 point         |                  |
| 3.               | Luis Ángel Maté    | Cofidis, Solutions Crédits | 64 point         |                  |
| 4.               | Ben King           | Dimension Data             | 56 point         |                  |
| 5.               | Miguel Ángel López | Astana                     | 45 point         |                  |
| 6.               | Simon Yates        | Mitchelton-Scott           | 38 point         |                  |
| 7.               | Thibaut Pinot      | Groupama-FDJ               | 36 point         |                  |
| 8.               | Pierre Rolland     | EF Education First-Drapac  | 31 point         |                  |
| 9.               | Michael Woods      | EF Education First-Drapac  | 21 point         |                  |
| 10.              | Michał Kwiatkowski | Team Sky                   | 20 point         |                  |

| Bjergkonkurrence | Bjergkonkurrence   | Bjergkonkurrence           | Bjergkonkurrence | Bjergkonkurrence |
| Rytter           | Rytter             | Hold                       | Point            |                  |
| ---------------- | ------------------ | -------------------------- | ---------------- | ---------------- |
| 1.               | Thomas De Gendt    | Lotto-Soudal               | 95 point         |                  |
| 2.               | Bauke Mollema      | Trek-Segafredo             | 83 point         |                  |
| 3.               | Luis Ángel Maté    | Cofidis, Solutions Crédits | 64 point         |                  |
| 4.               | Ben King           | Dimension Data             | 56 point         |                  |
| 5.               | Miguel Ángel López | Astana                     | 45 point         |                  |
| 6.               | Simon Yates        | Mitchelton-Scott           | 38 point         |                  |
| 7.               | Thibaut Pinot      | Groupama-FDJ               | 36 point         |                  |
| 8.               | Pierre Rolland     | EF Education First-Drapac  | 31 point         |                  |
| 9.               | Michael Woods      | EF Education First-Drapac  | 21 point         |                  |
| 10.              | Michał Kwiatkowski | Team Sky                   | 20 point         |                  |

| Kombinationskonkurrence | Kombinationskonkurrence | Kombinationskonkurrence   | Kombinationskonkurrence | Kombinationskonkurrence |
| Rytter                  | Rytter                  | Hold                      | Point                   |                         |
| ----------------------- | ----------------------- | ------------------------- | ----------------------- | ----------------------- |
| 1.                      | Simon Yates             | Mitchelton-Scott          | 11 point                |                         |
| 2.                      | Miguel Ángel López      | Astana                    | 13 point                |                         |
| 3.                      | Alejandro Valverde      | Movistar Team             | 18 point                |                         |
| 4.                      | Thibaut Pinot           | Groupama-FDJ              | 19 point                |                         |
| 5.                      | Enric Mas               | Quick-Step Floors         | 24 point                |                         |
| 6.                      | Steven Kruijswijk       | LottoNL-Jumbo             | 29 point                |                         |
| 7.                      | Ben King                | Dimension Data            | 41 point                |                         |
| 8.                      | Rigoberto Urán          | EF Education First-Drapac | 45 point                |                         |
| 9.                      | Nairo Quintana          | Movistar Team             | 47 point                |                         |
| 10.                     | Rafał Majka             | Bora-Hansgrohe            | 47 point                |                         |

| Kombinationskonkurrence | Kombinationskonkurrence | Kombinationskonkurrence   | Kombinationskonkurrence | Kombinationskonkurrence |
| Rytter                  | Rytter                  | Hold                      | Point                   |                         |
| ----------------------- | ----------------------- | ------------------------- | ----------------------- | ----------------------- |
| 1.                      | Simon Yates             | Mitchelton-Scott          | 11 point                |                         |
| 2.                      | Miguel Ángel López      | Astana                    | 13 point                |                         |
| 3.                      | Alejandro Valverde      | Movistar Team             | 18 point                |                         |
| 4.                      | Thibaut Pinot           | Groupama-FDJ              | 19 point                |                         |
| 5.                      | Enric Mas               | Quick-Step Floors         | 24 point                |                         |
| 6.                      | Steven Kruijswijk       | LottoNL-Jumbo             | 29 point                |                         |
| 7.                      | Ben King                | Dimension Data            | 41 point                |                         |
| 8.                      | Rigoberto Urán          | EF Education First-Drapac | 45 point                |                         |
| 9.                      | Nairo Quintana          | Movistar Team             | 47 point                |                         |
| 10.                     | Rafał Majka             | Bora-Hansgrohe            | 47 point                |                         |

### Holdkonkurrencen
| Holdkonkurrence | Holdkonkurrence                          | Holdkonkurrence | Holdkonkurrence |
| Hold            | Hold                                     | Tid             |                 |
| --------------- | ---------------------------------------- | --------------- | --------------- |
| 1.              | Movistar Team                            | 246t 50' 04"    |                 |
| 2.              | Bahrain-Merida                           | + 45' 36"       |                 |
| 3.              | Bora-Hansgrohe                           | + 47' 57"       |                 |
| 4.              | AG2R La Mondiale                         | + 48' 10"       |                 |
| 5.              | EF Education First-Drapac p/b Cannondale | + 58' 49"       |                 |
| 6.              | Mitchelton-Scott                         | + 1t 27' 43"    |                 |
| 7.              | Dimension Data                           | + 1t 31' 01"    |                 |
| 8.              | Astana                                   | + 1t 37' 13"    |                 |
| 9.              | Sky                                      | + 1t 47' 43"    |                 |
| 10.             | Euskadi Basque Country-Murias            | + 1t 47' 50"    |                 |